# Tasmankorp
Tasmankorp (Corvus tasmanicus) är en fågel i familjen kråkfåglar inom ordningen tättingar.

## Utseende och läte
Kråkfåglar i Australien är mycket svåra att artbestämma. Alla är helsvarta med ljusa ögon, men skiljer sig något åt i läte, beteende, förekomst, längd på halsfjädrarna, näbblängd och storlek. Denna art har en mycket kraftig näbb med tydligt synliga halsfjädrar. Lätena är djupa och långsamma. Olikt flera andra arter knycker den inte på vingarna när den låter. 

## Utbredning och systematik
Tasmankorp delas in i två underarter:
- Corvus tasmanicus boreus – förekommer i  nordöstra New South Wales (New England Tableland och näraliggande kusten)
- Corvus tasmanicus tasmanicus – förekommer i Tasmanien till södra Victoria och intilliggande sydöstra South Australia

## Status och hot
Arten har ett stort utbredningsområde, men tros minska i antal, dock inte tillräckligt kraftigt för att den ska betraktas som hotad. Internationella naturvårdsunionen IUCN listar arten som livskraftig (LC).